# Her Loss
Her Loss —en español: Su pérdida— es un álbum de estudio en Colaboración del Rapero y Actor Canadiense Drake y el rapero Británico 21 Savage. Fue lanzado el 4 de noviembre de 2022, a través de OVO Sound, Republic Records, Slaughter Gang Entertainment y Epic Records. El álbum cuenta con una única aparición como invitado del rapero Travis Scott. Her Loss debutó en el número uno del Billboard 200.

## Fondo
El álbum llegó después de las colaboraciones anteriores del dúo en «Sneakin'» (2016), «Issa» (2017), «Mr. Right Now» (2020), y «Knife Talk» (2021). El 17 de junio de 2022, Drake lanzó la canción Jimmy Cooks» con 21 Savage como la pista final de su séptimo álbum de estudio Honestly, Nevermind. Tras el lanzamiento, la canción fue la más exitosa del álbum y debutó en el número uno en el Billboard Hot 100, pero la canción no fue oficialmente subida a la radio principal como un sencillo hasta el 11 de octubre. El 19 de octubre, Drake actuó como invitado sorpresa en uno de los conciertos de 21 Savage en Atlanta.
El 21 de octubre, Drake anunció que el vídeo musical de «Jimmy Cooks» que se estrenaría el día del cumpleaños de 21 Savage, un día después pero después se estrenó finalmente ese día. Los visuales se interrumpieron brevemente en el punto 1:25, apareciendo un texto en letras tipográficas que decía "Her Loss - álbum de Drake y 21 Savage - 28 de octubre de 2022". El álbum fue entonces confirmado por OVO y Republic en sus redes sociales. El 26 de octubre, Drake anunció que el álbum se había retrasado hasta el 4 de noviembre de 2022, debido a que el productor de discos de OVO, 40, contrajo COVID-19 durante el proceso de mezcla y masterización del álbum. La lista de canciones fue revelado el 3 de noviembre.

## Portada
En la portada del álbum presenta a la bailarina y modelo adulta Quiana "Qui" Yasuka, también conocida como Suki Baby. La portada fue publicado por los raperos en sus perfiles de Instagram el 2 de noviembre. La fotografía, que entonces tenía tres años, fue tomada por Paris Aden, y fue descubierta por Lil Yachty, que la propuso con éxito como arte de la portada.

## Promoción
El 1 de noviembre de 2022, Drake y 21 Savage iniciaron una campaña de prensa conjunta falsa para el álbum, burlándose de las técnicas habituales de promoción de la música contemporánea. Entre ellas figuraba una portada de Vogue, repartida por equipos callejeros, que contenía fotos editadas de Hailey Bieber y Jennifer Lawrence con los tatuajes de la cara de 21 Savage. Otras parodias fueron un falso anuncio de Cartier, una falsa presentación del Tiny Desk Concert y una falsa entrevista en el programa de Howard Stern. También imitaron actuaciones en directo televisadas y en línea, como la interpretación de «On BS» en Saturday Night Live (que contó con la participación de Michael B. Jordan) y «Privileged Rappers» en un plató dorado de ColorsxStudios.
«Circo Loco» se envió a la radio italiana contemporánea el 11 de noviembre de 2022 como el primer sencillo oficial del álbum.

## Recepción crítica
En Metacritic, que asigna una calificación normalizada sobre 100 a las reseñas de publicaciones profesionales, el álbum recibió una puntuación media de 62, basada en 10 reseñas, lo que indica «críticas generalmente favorables».  El agregador AnyDecentMusic? le dio un 5,5 sobre 10, según su evaluación del consenso de la crítica.
Vernon Ayiku, de Exclaim!, elogió el álbum, afirmando: «Aunque Her Loss no contiene ningún éxito inmediato en la calle ni en los Billboard, es la suma lo que lo convierte en el mejor disco de Drake de esta década. Desde las cómicas promociones falsas durante su lanzamiento hasta las memorables frases y agresivos versos disidentes o los memes de TikTok que generará durante meses, Her Loss tiene mucha carne en los huesos». Marcus Shorter de Consequence disfrutó del álbum, diciendo: «Her Loss no es siempre un álbum profundo, pero eso no lo hace menos profundo. A veces, una excelente forma de rapear sobre un ritmo muy bueno, mezclada con una pizca de introspección, llega muy lejos. Her Loss es nuestra ganancia». Alex Swhear, de Variety, dijo: «Aunque no está exento de errores, Her Loss deja la impresión inquebrantable de que Drake, en 2022, está haciendo lo que le inspira en lugar de complacer. A un año de Certified Lover Boy, eso [es] una evolución sorprendente y alentadora» En una crítica tibia, Steve "Flash" Juon de RapReview's dijo: «Es un mejor álbum de Drake que Honestly, Nevermind [pero] no es un mejor álbum de 21 [Savage] que I Am > I Was (2018) o Issa (2017). Si divides la diferencia terminas con un álbum promedio. Hay unas pocas [canciones] que me importaría reproducir más de una vez». Escribiendo para Pitchfork, Paul A. Thompson declaró: «Hay momentos de escritura considerada y ráfagas de Drake en o cerca de su mejor travesura, pero en su medio, el disco se vuelve inerte, haciendo que los trozos de misantropía autoconsciente escaneen como tenso en lugar de alegre, como si el ídolo pudiera ser enfocado».
En una crítica mixta, Robin Murray de Clash's dijo: «Este nuevo álbum es la pieza perfecta de servicio a los fanes. Es [Drake] en el micrófono, 21 Savage en pleno flujo. El lanzamiento –que pirateó una sesión de Tiny Desk y copió una portada de Vogue– fue perfecto, dos artistas subvirtiendo las expectativas puestas en ellos... Es una pena que Her Loss resulte a menudo totalmente previsible. Los enemigos que puntúan sus barras están muy trillados -adversarios con menos talento, intereses amorosos que se aprovechan de su riqueza y prestigio- y aunque es agradable escuchar a Drake desatado, a veces 21 Savage puede sentirse como un pasajero». En una crítica negativa, Mosi Reeves de Rolling Stone dijo: «A medida que Her Loss abandona la forma de hablar mal de 21 [Savage] como un ejercicio juguetón y revelador, su tono cambia a la petulancia tóxica de Drake... Esta vez, hay una tristeza, y no se trata sólo de una secuencia descuidada y de una calidad que varía desde claros puntos de referencia como «Pussy & Millions» [o] «Treacherous Twins», hasta una escoria sin objetivo como «Major Distribution». [El álbum] es un fracaso singular».

### Fin de año
| Crítica/Publicación | List                                                          | Posición | Ref.   |
| ------------------- | ------------------------------------------------------------- | -------- | ------ |
| Complex             | The Best Albums of 2022 (Los mejores álbumes de 2022)         | 8        | [ 34 ] |
| Rolling Stone       | The 100 Best Albums of 2022 (Los 100 mejores álbumes de 2022) | 66       | [ 35 ] |

## Controversia
Según los informes, Drake criticó a varias celebridades prominentes a lo largo de Her Loss, que recibió una amplia cobertura de los medios y la controversia. En «Circo Loco», rapea, «This bitch lie 'bout gettin' shots but she still a stallion / She don't even get the joke, but she still smilin'», que fue interpretado como un doble sentido que se refiere a las mujeres que son deshonestas acerca de agrandar los labios y del aumento de glúteos, y también dio a entender que Megan Thee Stallion estaba mintiendo sobre una acusación de tiroteo ocurrido en el año 2020 contra Tory Lanez. Lil Yachty, —que produjo varias canciones en el álbum—, declaró que «Circo Loco» no se refería a Megan Thee Stallion, aunque ella respondió en Twitter, escribiendo esto: 
 Mosi Reeves, de Rolling Stone, escribió que la controversia que hizo Drake «sin querer se revelara a sí mismo como un idiota egocéntrico que se niega a crecer».
En «Middle of the Ocean», Drake hace referencia a su exnovia Serena Williams y a su marido actual Alexis Ohanian, rapeando: "Sidebar, Serena, your husband a groupie / He claim we don't got a problem but / No, boo, it is like you comin' for sushi / We might pop up on 'em at will like Suzuki." Ohanian respondió a la referencia en Twitter escribiendo: «La razón por la que sigo ganando es porque soy implacable a la hora de ser el mejor en todo lo que hago, incluyendo ser el mejor groupie para mi mujer y [mi] hija».
Cuatro días después del lanzamiento del álbum, Drake y 21 Savage fueron demandados por Condé Nast, la editorial de Vogue, en un tribunal federal en Manhattan, que alegó que su campaña promocional se basaba "totalmente" en el uso no autorizado de sus marcas comerciales y en falsas representaciones relacionadas con sus negocios y relaciones comerciales. Condé Nast solicitó al menos 4 millones de dólares, es decir, el triple de los beneficios de los demandados por Her Loss, daños punitivos y poner fin a cualquier infracción de la marca comercial, y afirmó que se puso en contacto con Drake y 21 Savage antes de emprender acciones legales.

## Rendimiento comercial
Her Loss debutó en el número uno en el Billboard 200 de Estados Unidos con 404 000 unidades equivalentes a un álbum, 12 000 ventas de álbumes puros, reemplazando a Midnights (2022) de Taylor Swift del primer puesto. Her Loss obtuvo un total de 513.56 millones de transmisiones a pedido. El álbum es el duodécimo y tercer álbum número uno de Drake y 21 Savage en los EE. UU., respectivamente. La semana siguiente, Her Loss descendió al número dos, y Midnights volvió al número uno.

## Lista de canciones
| Her Loss lista de canciones |                                               | | |          |  |
| N.º                         | Título                                        | Escritor(es) | Productore(s) | Duración |  |
| 1.                          | «Rich Flex»                                   | Aubrey Graham | Vinylz Tay Keith FnZ [ a ] BoogzDaBeast [ a ]                                                                                       | 3:59     |  |
| 2.                          | «Major Distribution»                          | Graham | SkipOnDaBeat | 2:50     |  |
| 3.                          | «On BS»                                       | Graham | Oz Elyas [ a ] | 4:21     |  |
| 4.                          | «BackOutsideBoyz» (realizado por Drake)       | Graham | Leyva | 2:32     |  |
| 5.                          | «Privileged Rappers»                          | Graham | Earl on the Beat | 2:40     |  |
| 6.                          | «Spin Bout U»                                 | Graham | Banbwoi 40 [ b ] | 3:34     |  |
| 7.                          | «Hours in Silence»                            | Graham | Lieberthal | 6:39     |  |
| 8.                          | «Treacherous Twins»                           | Graham | Cadastre Oz Boi-1da [ b ] | 3:00     |  |
| 9.                          | «Circo Loco»                                  | Graham | Boi-1da Tay Keith 40 [ b ] | 3:56     |  |
| 10.                         | «Pussy & Millions» (ft. Travis Scott)         | Graham Abraham-Joseph Jacques Webster II Darryl McCorkell Kevin Price Julius Rivera III Timothy McKibbins McCollum Irvin Whitlow Josiah Muhammad Morris Jones | Cheeze Beatz Go Grizzly Squat Beats B100 Lil Yachty                                                                                 | 4:02     |  |
| 11.                         | «Broke Boys»                                  | Graham Abraham-Joseph Wesley Glass Chambers Rafael Brown Abraham Herrera                                                                                      | Wheezy | 3:45     |  |
| 12.                         | «Middle of the Ocean» (realizado por Drake)   | Graham Yildirim Nik Frascona Cadastre Tim Friedrich Louis Leibfried Cameron Giles Joseph Jones II LaRon James Darryl Pittman Kenneth Gamble Leon Huff         | Oz Nik D [ a ] Cadastre [ a ] Sucuki [ a ] LOOF [ b ]                                                                               | 5:56     |  |
| 13.                         | «Jumbotron Shit Poppin» (realizado por Drake) | Graham Richard Ortiz Kevin Gomringer Tim Gomringer McCollum Jordan Ortiz Jeremiah Raisen Shebib Simon Gaudes Daniele Gagliardi Dilara Sincer                  | F1lthy Cubeatz [ a ] Lil Yachty [ a ] Oogie Mane [ a ] Sad Pony [ a ] 40 [ b ] Klimperboy [ b ] DannoProductionz [ b ] Sincer [ b ] | 2:17     |  |
| 14.                         | «More M's»                                    | Graham Abraham-Joseph Leland Wayne David Ruoff Elias Klughammer                                                                                               | Metro Boomin David x Eli [ a ] | 3:41     |  |
| 15.                         | «3AM on Glenwood» (realizado por 21 Savage)   | Abraham-Joseph Yildirim Peter Iskander Shebib | Oz Iskander [ a ] 40 [ a ] | 2:58     |  |
| 16.                         | «I Guess It's Fuck Me»                        | Graham Shiv Barot Patrick Rosario Douglas Ford | The Loud Pack | 4:23     |  |

Notas
- [a] Significa un coproductor.
- [b] Significa un productor adicional.

### Créditos de los Samples
- «Rich Flex» interpola «Savage», escrita por Megan Pete, Anthony White y Bobby Session Jr, interpretada por Megan Thee Stallion;[50] así como interpolaciones de «24's»,[51] escrita por Clifford Harris Jr. y Aldrin Davis, interpretada por T.I.; interpolaciones de «Red Opps», escrita por Shéyaa Abraham-Joseph e interpretada por 21 Savage; muestras de « Want You, Girl», escrita por Gladys Hayes e interpretada por Sugar; y muestras de «Nora's Transformation», escrita e interpretada por Charles Bernstein.
- «Major Distribution» contiene samples de «East Village», escrito por Elijah Fox-Peck y producido por Elijah Fox.
- «Privileged Rappers» contiene muestras de «Ballad for the Fallen Soldier», escrita por Ronald Isley, O'Kelly Isley Jr., Rudolph Isley, Ernie Isley, Marvin Isley y Chris Jasper, interpretada por The Isley Brothers.
- «Spin Bout U» contiene muestras de «Give Me Your Lov-N», escrita por Tenaia Sanders y Dwayne Armstrong, interpretada por B.G.O.T.I.[52]
- «Hours in Silence» contiene muestras de «Talk Ya Ass Off Part 2», escrita por Paul Beauregard, interpretada por DJ Paul, Juicy J y Kingpin Skinny Pimp.
- «Circo Loco» contiene muestras de «One More Time», escrita por Thomas Bangalter, Guy-Manuel de Homem-Christo y Anthony Moore, interpretada por Daft Punk.[53]

## Posicionamiento en listas
| Listas (2022)                           | Mejor posición |
| --------------------------------------- | -------------- |
| Alemania (Offizielle Top 100)           | 6              |
| Australia (ARIA)                        | 2              |
| Austria (Ö3 Austria)                    | 2              |
| Bélgica (Ultratop flamenca)             | 4              |
| Bélgica (Ultratop valona)               | 6              |
| Canadá Canadian Albums (Billboard)      | 1              |
| Dinamarca (Hitlisten)                   | 1              |
| España (PROMUSICAE)                     | 6              |
| Estados Unidos (Billboard 200)          | 1              |
| Estados Unidos (Top R&B/Hip-Hop Albums) | 1              |
| Francia (SNEP)                          | 10             |
| Finlandia (Suomen Virallinen Lista)     | 4              |
| Irlanda (OCC)                           | 2              |
| Italia (FIMI)                           | 3              |
| Islandia (Plötutíðindi)                 | 2              |
| Lituania (AGATA)                        | 1              |
| Nueva Zelanda (RMNZ)                    | 2              |
| Países Bajos (Album Top 100)            | 2              |
| Noruega (VG-lista)                      | 1              |
| Reino Unido (UK Charts)                 | 1              |
| Reino Unido (UK Charts)                 | 4              |
| República Checa (IFPI)                  | 5              |
| Suecia (Sverigetopplistan)              | 2              |
| Suiza (Schweizer Hitparade)             | 1              |

| Listas (2022)                | Posición |
| ---------------------------- | -------- |
| Austria (Ö3 Austria)         | 60       |
| Australia (ARIA)             | 87       |
| Bélgica (Ultratop Flanders)  | 109      |
| Países Bajos (Album Top 100) | 58       |
| Nueva Zelanda (RMNZ)         | 45       |
| Suiza (Schweizer Hitparade)  | 45       |
| Reino Unido (OCC)            | 69       |

## Personal

### Músicos
- Drake- voz (temas 1-14, 16)
- 21 Savage - voz (1-3, 5-11, 14, 15)
- Birdman - voz adicional (1)
- Young Nudy - voz adicional (1)
- Tay Keith - batería (1, 9)
- Vinylz - batería (1, 9)
- Elijah Fox - voz adicional (2)
- Big Bank - voz adicional (3)
- Lil Yachty - voces adicionales (4), voces de fondo (13)
- Noah Shebib - teclados adicionales (5)
- Noel Cadastre - batería, teclados (8)
- Oz - batería (8)
- Dougie F - voz de fondo (16)

### Técnica
- Chris Athens - masterización
- Dave Huffman - masterización (1-8), asistencia de masterización (9-16)
- Noah Shebib - mezcla (todas las pistas)
- Noel Cadastre - mezcla (1-13, 15, 16), grabación (1-7, 10-16), asistencia en la mezcla (14)
- Metro Boomin - mezcla (14)
- Ethan Stevens - mezcla (14), grabación (10)
- Les Bateman - ingeniería
- Isaiah Brown - grabación (1-3, 5-7, 11, 14, 15)
- Harley Arsenault - asistencia en la mezcla (1-13, 15, 16)
- Greg Moffet - asistencia de mezcla (1, 9-16)

## Certificaciones
| País          | Organismo certificador | Certificación | Ventas certificadas | Ref.   |
| ------------- | ---------------------- | ------------- | ------------------- | ------ |
| Reino Unido   | BPI                    | Platino       | 68 000              | [ 85 ] |
| Nueva Zelanda | Recorded Music NZ      | Oro           | 7500                | [ 86 ] |